# Puccinia adoxae
Puccinia adoxae är en svampart som beskrevs av R. Hedw. 1805. Puccinia adoxae ingår i släktet Puccinia och familjen Pucciniaceae.   Inga underarter finns listade i Catalogue of Life.

## Källor

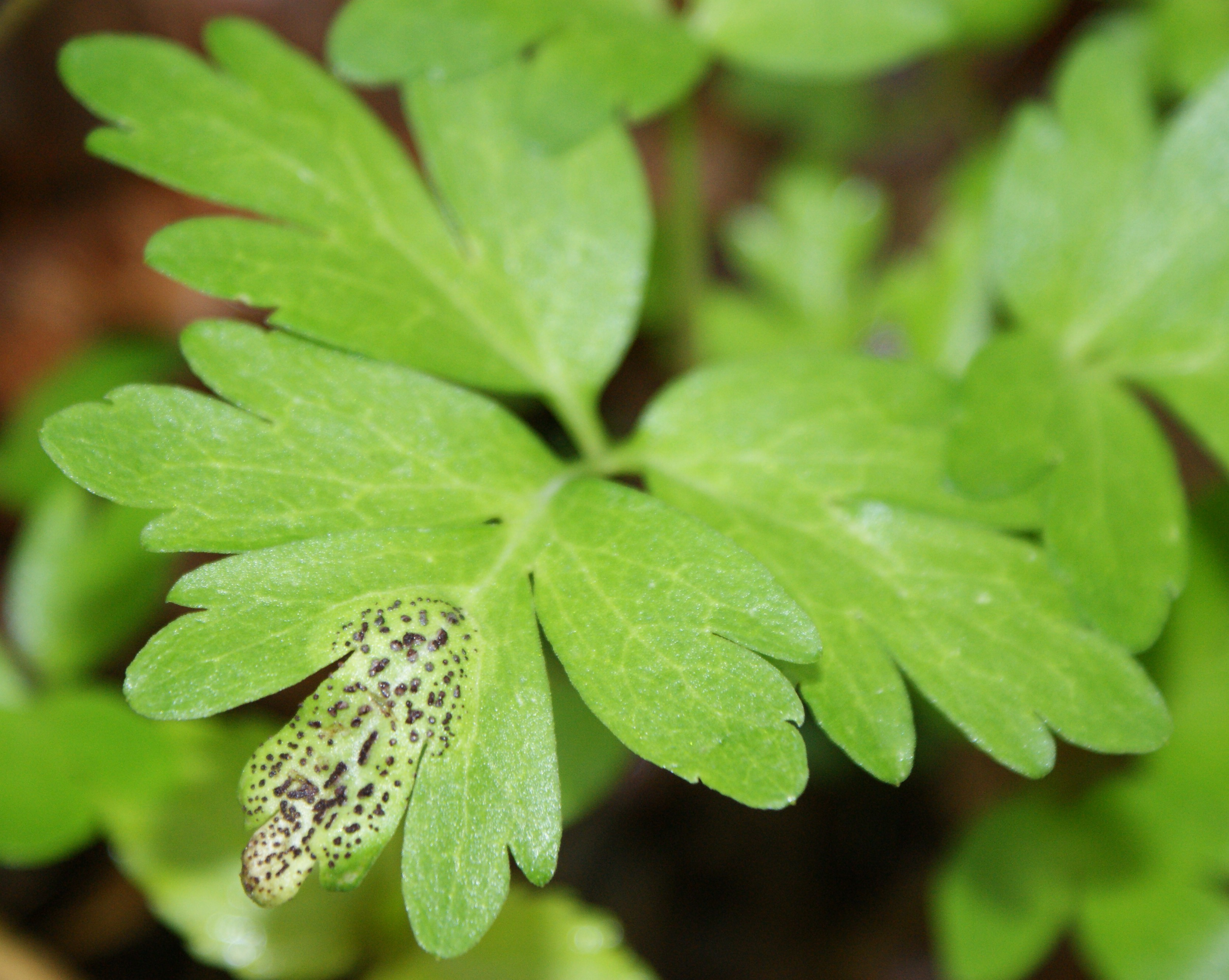